# Гамма Водолея
Гамма Водолея (лат. γ Aquarii), 48 Водолея (лат. 48 Aquarii), HD 212061 — двойная звезда в созвездии Водолея на расстоянии приблизительно 124 световых лет (около 38 парсеков) от Солнца. Видимая звёздная величина звезды — +3,834m. Орбитальный период — около 58,1 суток.

## Характеристики
Первый компонент — белая звезда спектрального класса A0V. Масса — около 2,5 солнечных, радиус — около 2,44 солнечных, светимость — около 86,89 солнечных. Эффективная температура — около 10209 К.
Второй компонент удалён на 0,4 а.е.